# 布伦特伍德 (加利福尼亚州)
布伦特伍德（英語：Brentwood），是美国加利福尼亚州康特拉科斯塔县下属的一个城市。于1948年1月21日建市。城市面积约为38.3平方公里，根据2010年美国人口普查，该市有人口51,481人。